# Yamaha RMAX

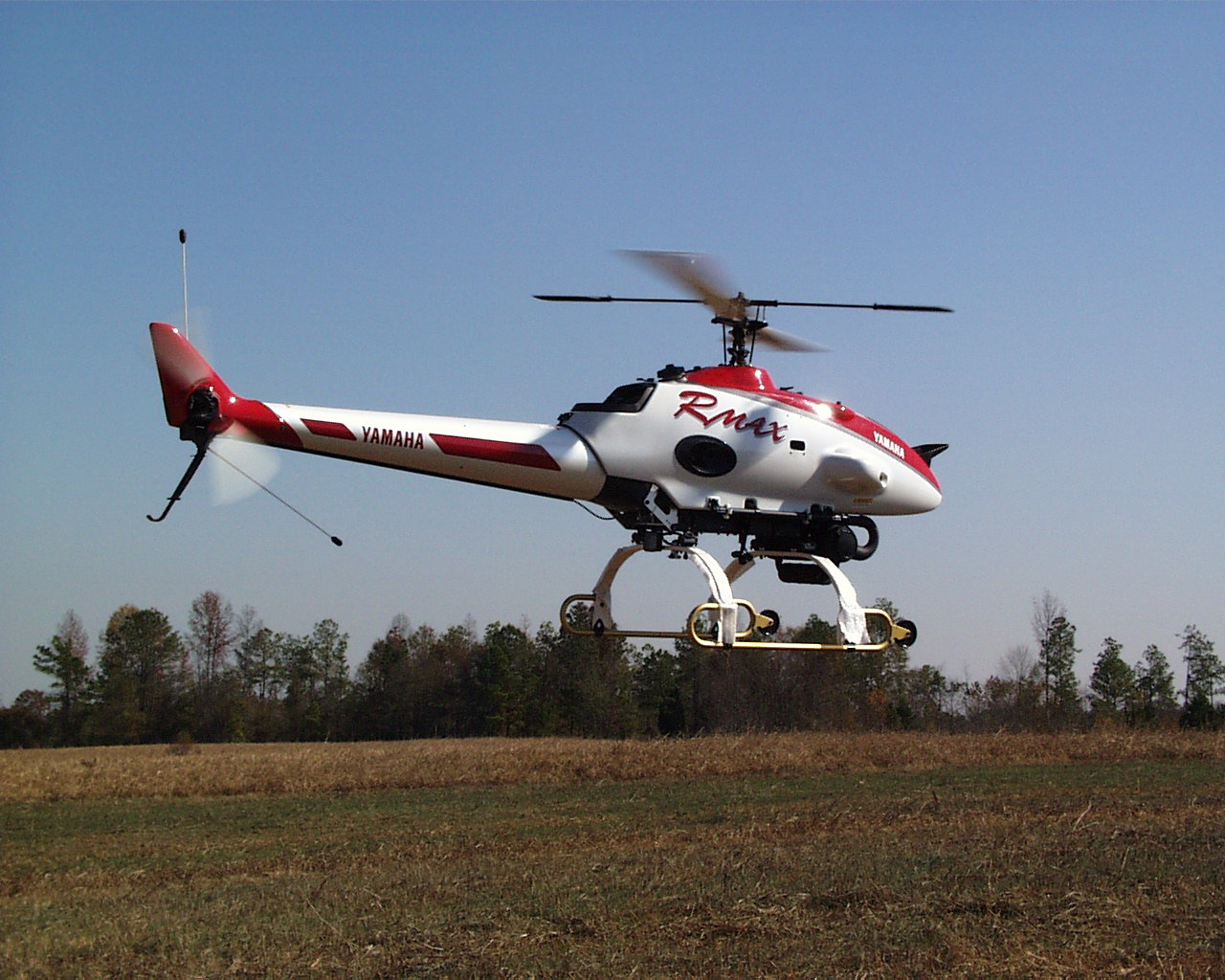
Yamaha RMAX

Yamaha RMAX ist ein unbemannter Hubschrauber von Yamaha Motor. Er wurde Anfang der 1990er Jahre entwickelt und wird in Japan, Südkorea, Australien und seit 2015 auch in den USA als Ersatz für Agrarflugzeuge eingesetzt.
Mit 2 × 13 l Tankkapazität eignet er sich aber nur für sehr kleine Felder.

## Technische Daten
- Länge über alles: 3,63 m
- Länge ohne Rotoren: 2,75 m
- Rotordurchmesser: 3,13 m
- Höhe: 1,08 m
- Kufenabstand: 0,72 m[2]

Als Motor kommt ein Zweizylindermotor mit 246 cm³ und 15,5 kW zum Einsatz.